# 10401 Masakoba
10401 Masakoba è un asteroide della fascia principale. Scoperto nel 1997, presenta un'orbita caratterizzata da un semiasse maggiore pari a 2,7179480 au e da un'eccentricità di 0,0786601, inclinata di 0,63368° rispetto all'eclittica.